# Državne matice Republike Hrvatske
Državne matice u Republici Hrvatskoj su evidencije o osobnim stanjima građana u koje se upisuju činjenice rođenja, zaključenja braka i smrti i drugi podaci o tim činjenicama utvrđeni zakonom. Činjenice upisane u državnim maticama i činjenice koje se njima dokazuju smatraju se istinitim, dok se na zakonom propisani način ne dokaže protivno.
Državne matice, izvaci iz državnih matica i potvrde koje se daju na temelju državnih matica javne su isprave.
O osobnim stanjima građana vode se matica rođenih, matica vjenčanih i matica umrlih.